# Perymenium
Perymenium là một chi thực vật có hoa trong họ Cúc (Asteraceae).

## Loài
Chi Perymenium gồm các loài: